# Carl Johnson (personaje)
Carl Johnson, también conocido como "CJ", es un personaje ficticio y el protagonista jugable del videojuego de 2004 Grand Theft Auto: San Andreas, la quinta entrega principal de la serie Grand Theft Auto de Rockstar Games. 
Su voz fue interpretada por Young Maylay, quien también sirvió como la semejanza del personaje y proporcionó algo de captura de movimiento. Cabe destacar que aquel afirmó el haberse basado en su propia vida al interpretar a CJ, pues: «El equipo de desarrollo quería al verdadero L.A., mi lugar de origen, que ellos ya sabían, así que se los di», añadió. «Yo puse a Maylay en CJ. Lo hice tan parecido a mi como me fue posible, sin tener que cambiar demasiado el guión».
Carl es el segundo al mando de Grove Street Families, una pandilla callejera con sede en la ciudad ficticia de Los Santos. La pandilla está dirigida por el hermano de Carl, Sweet, de quien se separó tras la muerte de su hermano menor Brian. Cinco años más tarde, Carl regresa a Los Santos después del asesinato de su madre, lo que lo obliga a regresar a su estilo de vida de gángster mientras está bajo la presión de organizaciones criminales y autoridades corruptas. La búsqueda de Carl para encontrar la verdad detrás del asesinato de su madre lo lleva a desarrollar alianzas, enfrentarse a pandillas callejeras rivales y construir su propio imperio criminal.
A diferencia de Tommy Vercetti en el juego anterior, cuya voz fue interpretada por el veterano actor de Hollywood Ray Liotta, Rockstar Games buscó un actor poco conocido para interpretar a Carl, relegando a los actores famosos a papeles secundarios. El productor ejecutivo Sam Houser sintió que Young Maylay, entonces desconocido, hacía que Carl se sintiera más humano. El personaje recibió elogios de la crítica, elogiando su complejidad, su falta de estereotipos y su sentido de conciencia y es considerado como uno de los mejores personajes de videojuegos de todos los tiempos.

## Diseño del personaje
Cuando le preguntaron al actor Young Maylay sobre su participación como modelo para CJ, él afirmó que el equipo de desarrolladores le tomaron fotografías «muy profesionales» para poder modelar a CJ.

### Personalización
Al contrario de los protagonistas de anteriores juegos de la serie Grand Theft Auto, la apariencia de CJ es muy personalizable, ya que el jugador puede comprarle peinados, tatuajes y vestimenta. Ciertas ropas, tatuajes y peinados mejoran la influencia de CJ ante los miembros de su banda, así como su atracción sexual ante sus selectivas novias. Mientras CJ monte motocicletas o bicicletas, maneje automóviles y pilotee aeronaves, su habilidad con cada vehículo mejorará, así también con las armas en el juego. Esto hace que al momento de accionar se obtenga una mejor precisión de disparo, capacidad de empuñar un arma en cada mano (pistola, escopeta recortada o subfusil compacto) y un mejor control del vehículo. El jugador también puede optar por ejercitarlo o engordarlo, lo que mejora ciertas habilidades de CJ, como su musculatura, resistencia física o la gordura.

## Características
La personalidad de Carl Johnson es marcadamente distinta a la de los anteriores protagonistas de la serie Grand Theft Auto; mientras que Claude Speed y Tommy Vercetti son mostrados como sociópatas que no sienten remordimientos por los asesinatos que cometen, CJ es mostrado con una personalidad considerablemente menos violenta, a veces ofreciéndoles a sus víctimas una oportunidad de salvarse (como por ejemplo, su fallido intento de convencer a Edward «Eddie» Pulaski para que abandone a su socio Frank Tenpenny). Además, CJ muestra verdadero remordimiento por tener que matar a sus compañeros de Grove Street Lance «Ryder» Wilson y Melvin "Big Smoke" Harris, a los que anteriormente consideraba como sus dos mejores amigos. Sin embargo, él todavía no tiene problemas ni siente remordimientos en matar a miembros de otras bandas, matando a cualquiera que se interponga en su camino por recuperar territorio de los Grove Street Families o intente sabotear sus negocios, a pesar de que los otros pandilleros también intentan matar a CJ. La ingenua personalidad de CJ, su falta de experiencia y las interpretaciones literales de las respuestas de otros personajes (especialmente The Truth y Catalina) a veces hacen dudar sobre su inteligencia.

## Historia

### La llegada
En 1987, cinco años antes de los hechos del juego, Brian, el hermano menor de CJ, fallece en un incidente en el que, aparentemente, Carl tuvo la culpa de dejar morir a Brian Johnson en una guerra de bandas. No se sabe exactamente lo que ocurrió pero se cree que lo abandonó mientras estaban en un tiroteo con Los Santos Vagos. Poco después CJ decide abandonar su vida de pandillero mudándose a Liberty City, donde empieza a trabajar con Joey Leone en robos de automóviles.
5 años después, en 1992, CJ regresa a casa desde Liberty City para enterrar a su madre, que murió asesinada. Carl se muestra desagradado por su pasado.
Al llegar al aeropuerto toma un taxi, y cerca de Grove Street, el CRASH del Departamento de Policía de Los Santos intercepta al vehículo. CJ cae arrestado a manos de los oficiales Frank Tenpenny y Eddie Pulaski, además del oficial Jimmy Hernández.
Tenpenny pretende inculpar a Carl del asesinato del oficial Ralph Pendelbury, un miembro del CRASH que amenazó a Tenpenny con denunciar su corrupción. El oficial Hernández lo había asesinado bajo amenaza de Tenpenny y Pulaski. Tenpenny termina dejando a CJ en territorio de los Ballas.
CJ regresa finalmente a Grove Street. En la casa de los Johnson encuentra a Melvin «Big Smoke» Harris, que estaba guarecido en la vivienda. Carl y Big Smoke se reúnen en el cementerio de Vinewood con Lance «Ryder» Wilson y los hermanos de CJ: Sean «Sweet» Johnson y Kendl Johnson. En la salida un automóvil de los Ballas atacan a los amigos, que se ven obligados a huir a Grove Street por sus propios medios.

### La dura realidad
Cuando CJ se dirigía a casa de Ryder, Sweet se pone en contacto con él para explicarle lo sucedido durante su ausencia: Mientras las tres facciones de los Families (colectivo al que pertenecen los Grove Street Families, la banda de CJ) están enfrentándose entre ellos, los Ballas toman sus territorios debilitándoles con ayuda del crack y enriqueciéndose mediante el tráfico de esta droga, por lo que los Grove Street Families están muy debilitados y han perdido influencia.
CJ y Ryder visitan el Reece's Hair & Facial Studio y el Well Stacked Pizza de Idlewood. Ryder fracasa en un intento de atraco a la pizzería que termina mal.

### Rehaciendo el Grove
Tras enterarse de esto, CJ decide hacer todo lo que esté en sus manos para levantar de nuevo a la banda, su hermano Sweet no se lo pondrá nada fácil en ocasiones. Como primer paso se va junto con su hermano a marcar territorio.
Después, él y Ryder se van a eliminar a los camellos que rondan el barrio, para ello deciden recurrir a B-Dup y Big Bear, este último extremadamente duro a juzgar por la reacción de CJ. Pero cuando ambos llegan a casa de B-Dup ven que la realidad es muy distinta, ahora B-Dup se dedica a vender drogas y tiene esclavizado a Bear, quien se ha convertido en un adicto al crack y sirve de criado para B-Dup a cambio de drogas. Tras esto, CJ y Ryder tienen que eliminar a los traficantes ellos solos.
CJ ha decidido armar a la banda, ya que las armas les fueron confiscadas en una redada. Decide recurrir a Emmet, un viejo traficante de armas que siempre había apoyado a la banda, pero Sweet se ríe diciéndole que las armas de Emmet son de mala calidad. Aun así CJ decide ir a verlo, Big Smoke le acompaña.
También comienza a replantear la unión de los Families cuando su hermano Sweet es atacado por los Seville Boulevard Families en Playa de Seville por haber estado saliendo con una chica de allí, situación de la que CJ lo rescata.
En una misión, Sweet le encarga vigilar a Kendl, lo que lleva a CJ a conocer al novio de su hermana; César Vialpando, el líder de la banda Varrio Los Aztecas.

### Los robos de armas
«Ryder» está empeñado en obtener armamento para la pandilla. Planea un robo en la casa del coronel Fuhrberger en East Beach, un militar retirado con una cantidad importante de armas en su poder. CJ se apuntó para el hurto.
CJ se cuela en la casa y toma cajas con armas mientras «Ryder» vigila afuera. Depositan las armas en el garaje de LB en Playa de Seville. A partir de entonces los Families se arman de pistolas ametralladoras TEC-9. Cabe mencionar que después de pintar los 100 graffitis de bandas enemigas comienzan a portar MP5, Desert Eagle y cuchillos.
El segundo robo consiste en saquear un tren cargado con armas que cae emboscado entre Jefferson y East Los Santos. Tenpenny coordina a los Families, Ballas y Los Vagos para asaltar al tren al mismo tiempo. CJ y «Ryder» se encuentran efectivamente con pandilleros enemigos. Eliminan a los enemigos y empiezan a robar. Carl sube al tren justo cuando el vehículo empieza a marchar. Johnson lanza las cajas al automóvil de «Ryder» y después escapan de la Policía.
El tercer y último hurto consiste en asaltar un depósito de la Guardia Nacional de los Estados Unidos.
Rompen el portón de entrada e ingresan una furgoneta para cargar las armas. Militares de la Guardia tratan de impedir el saqueo infructuosamente. Finalmente CJ y «Ryder» escapan con la furgoneta perseguidos por los militares. Carl se enfada con su amigo y le insiste con que deje las drogas.

### Smoke y el CRASH
CJ también realiza trabajos junto a Big Smoke, en el primero se encuentra con Tenpenny y Pulaski, según Smoke estaban hostigándole, pero no consiguieron nada, ya que para él lo primero son sus «colegas».
CJ y Smoke acaban con un par de miembros de Los Santos Vagos tras estos negarse a venderles marihuana (Running Dog). Después persiguen a un grupo de cuatro vagos que van en tren; CJ y Smoke van en una motocicleta Sánchez (Wrong Side of the Tracks). Después Smoke lleva a CJ a una reunión con la mafia rusa en Commerce; la reunión sale mal y escapan perseguidos fuertemente por los rusos (Just Business).
CJ también se ve obligado a trabajar para Tenpenny. El primero es destruir una casa de Los Santos Vagos; allí CJ conoce a su primera novia, Denise Robinson (Burning Desire). El segundo encargo es interrumpir un trato entre los Ballas y la mafia rusa (Gray Imports).

### El olvido de Los Santos
Sweet envía a CJ a tomar Glen Park, territorio de los Kilo Tray Ballas, CJ ataca Glen Park.
Tras esto, Sweet informa a CJ sobre el funeral de uno de los Ballas que murió durante el ataque; Little Weasel. Al parecer Kane, un miembro de alto rango de los Front Yard, va a estar presente. Sweet, CJ y otros dos miembros de los Grove Street Families se dirigen al cementerio, una vez allí acceden saltando el muro trasero y eliminan a Kane y sus guardaespaldas.
Finalmente los Families se van a reunir para poner fin a los conflictos internos. CJ, Ryder y Big Smoke han escogido a Sweet como representante de Grove Street y los cuatro se dirigen al lugar de la reunión: el Motel Jefferson. Una vez allí, Sweet ingresa al motel mientras los demás esperan, pero la reunión es intervenida por la policía. Ryder y Smoke huyen del lugar, quedando solo CJ para ayudar a su hermano. Una vez que se reúne con su hermano dentro del motel, consiguen huir del edificio por el tejado. Ya en el exterior son recogidos por Smoke y Ryder, quienes volvieron para ayudarles. Tras esto comienza una persecución que termina con un policía rebanado por las hélices del helicóptero de su propio departamento, el Greenwood de Sweet empotrado contra un camión cisterna luego de atravesar un cartel con posterior explosión de este, y con los cuatro amigos sanos y salvos tras haber saltado del coche momentos antes del impacto.
La banda va a reunirse bajo el cruce de Mulholland para acabar con los Ballas de una vez por todas. CJ iba a reunirse con ellos cuando recibe una llamada de César Vialpando, quien lo cita urgentemente.
Una vez en el lugar de encuentro CJ se sube al coche en el que César le esperaba. Tras unos segundos CJ ve a unos Ballas fumando y saliendo del garaje ubicado al otro lado de la calle, cosa que no le parece extraña. La sorpresa viene a continuación, cuando ve salir del mismo garaje a Ryder y a Big Smoke, seguidos de Tenpenny, Pulaski y el Sabre verde desde donde se efectuó el drive-by que mató a Beverly Johnson. CJ queda decepcionado por la traición de sus amigos, se da cuenta de que su hermano va hacia una trampa y sale rápidamente hacia el punto de encuentro para ayudarlo.
Una vez allí, se encuentra a su hermano herido y a sus amigos rodeados por los Ballas. Tras el enfrentamiento, en el que murieron muchos Ballas, la policía aparece y arrestan a CJ.

### Badlands
Pero Tenpenny se las ingenia para llevarlo a Angel Pine para que le haga un trabajo y se mantenga alejado de Smoke, ahora chantajeándolo con el encarcelamiento de su hermano, explicándole las 'cosas malas' que podrían ocurrirle en prisión.
El trabajo consiste en eliminar a un informante que el FBI custodiaba en una cabaña de Mount Chiliad. En otro trabajo para Tenpenny conoce a The Truth, un hippie para el cual CJ debe trabajar con el objetivo de que le provea de marihuana, para la cual Tenpenny tiene planes.
Pero además tiene contacto con Catalina (antagonista principal en GTA III), la prima de César Vialpando, con la cual mantendrá una breve pseudorelación amorosa y cometerá varios robos en Red County.
Posteriormente César y Kendl son también "exiliados" de Los Santos, por lo que se reúnen con CJ en Angel Pine. César le informa a CJ sobre varias carreras ilegales en el condado de las que podrán sacar mucho provecho.
En la primera conoce a Woozie, en la segunda correrá contra el nuevo novio de Catalina; Claude Speed (protagonista principal en GTA III), tras vencer a este en una carrera, la pareja le da las escrituras de un garaje en San Fierro, ya que necesitaban el coche para irse a Liberty City.
Finalmente ya tiene el dinero para pagarle a Truth, el cual ya tiene lista la droga, por lo que ambos se encuentran en la granja de Truth en Leafy Hollow para transportarla a San Fierro. Pero la policía aparece y se ven obligados a quemar la cosecha antes de poder viajar a San Fierro.

### San Fierro
Una vez en San Fierro CJ se dirige al garaje que había ganado en la carrera, pero al llegar descubre que no es más que una gasolinera abandonada y en ruinas, sin embargo su hermana le convence para que levante el lugar y poder hacer negocio, Truth se ofrece a ayudar a CJ presentándole a dos mecánicos: Jethro y Dwaine, y a un "mago de la electrónica": Zero, que ayudarán a CJ en la labor del garaje.
Gracias a César Vialpando logra enterarse de una reunión entre Big Smoke y sus proveedores, aunque Smoke no aparece en el lugar, sino Ryder, junto a otros tres tipos a los que CJ fotografía. Gracias a las fotos y a Guppy, el asistente de Woozie, logra identificar a los proveedores de Smoke, se trata del Loco Syndicate, de los cuales Guppy identifica a dos de los tres hombres: Jizzy B y T-Bone Méndez, sin embargo no conoce al tercero.

### El Loco Syndicate
Tras esto CJ comienza a trabajar para Jizzy llegando a conocer a los otros dos miembros del Loco Syndicate: T-Bone Méndez y Mike Toreno.
En un último trabajo, CJ tendrá, por orden de Mike Toreno, que hacer de escolta para una furgoneta cargada con drogas.

### Tríadas y Tong
Entre tanto, CJ realiza también misiones para Woozie, quien es líder de una tríada llamada Mountain Cloud Boys. Woozie quiere ir a hacerles una vista a los Blood Feathers, otra de las tríadas de Chinatown, pero cuando llegan al almacén de estos se encuentran con que habían sido atacados por los Da Nang Boys, una banda vietnamita, todos estaban muertos excepto uno. Los vietnamitas vuelven y Woozie y CJ tienen que escapar disparando.
Posteriormente CJ conoce al Shook Fu; Ran Fa Li, quien dirige el Red Gecko Tong de toda la costa oeste. CJ ayuda a Ran Fa Li en un par de situaciones: Recoger un paquete en el aeropuerto y hacer de señuelo para protegerlo de los Da Nang Boys.
Más tarde asiste a Woozie en la guerra contra la banda vietnamita, colocando un micrófono en el barco de la banda. Gracias a esto la tríada podrá enterarse de cuando la facción más importante de la banda tiene previsto trasladarse a la ciudad desde Vietnam.
Gracias al micrófono que CJ implantó, Woozie logra enterarse del momento exacto de la llegada, pero en ese preciso instante estaba saliendo hacia un reunión del Tong, para que no tenga que modificar sus planes CJ se ofrece ocuparse él mismo de lo del barco. CJ sube a bordo de un helicóptero junto con Guppy y Little Lion, y comienzan un ataque aéreo sobre el barco vietnamita, pero el helicóptero es derribado. CJ sobrevive y logra infiltrarse en el barco, donde rescata a unos inmigrantes ilegales y elimina al Cabeza de Serpiente, el líder de la banda vietnamita.

### Tienda RC
CJ también compra la tienda de RC de Zero, ya que el antiguo casero de Zero iba a venderla, por lo que Zero le pidió que la comprara para no perder su negocio.
Zero está teniendo problemas con Berkley, un rival con un negocio parecido y al cual arrebato el primer premio en una feria de ciencias. CJ ayudará a Zero de una forma u otra hasta que ambos acaban con Berkley y este tiene que irse de la ciudad tras perder la apuesta ante Zero.

### Acabando con los traficantes
Para terminar, CJ va eliminar a Jizzy para obtener su teléfono móvil, así podrá averiguar el lugar del próximo encuentro entre el Loco Syndicate y los Ballas. Se infiltra en el Club de Jizzy Pleasure Domes para acabar con él, pero se ve obligado a entablar un tiroteo con los guardaespaldas de Jizzy y posteriormente a perseguir a este último hasta matarlo.
La reunión será en el Pier 69, por lo que cita a César Vialpando allí. Una vez allí se ve obligado a eliminar a los San Fierro Rifa apostados en el tejado con un fusil de francotirador, ya que los Mountain Cloud Boys, que también se habían presentado en el lugar como refuerzos, iban hacia ellos.
Posteriormente aparecen T-Bone Méndez y los Ballas acompañados por Ryder, más tarde llega Toreno en helicóptero, quien, al ver los cadáveres en el tejado, huye del lugar, comenzado un enfrentamiento entre CJ, César y los de la tríada contra los Ballas y los Rifa, tiroteo en el que CJ y César acaban con T-Bone y posteriormente, CJ acaba también con Ryder tras una persecución en lancha.
Finalmente solo queda eliminar a Toreno, por lo que CJ se dirige al helipuerto del centro donde Toreno se disponía a tomar un helicóptero, finalmente elimina (aparentemente) a Toreno, derribando el helicóptero con un lanzacohetes.
Todo parecía haber terminado, pero Woozie se presenta en el garaje para avisar a CJ sobre el laboratorio de drogas del Loco Syndicate, si lo destruye, habrá acabado con ellos definitivamente. CJ se infiltra con un coche-bomba en dicho laboratorio, huyendo posteriormente antes de la explosión.

### El agente del gobierno
CJ recibe de nuevo una llamada de la voz misteriosa, al llegar al rancho descubre que se trataba de Toreno, quien dice no ser traficante, sino miembro de una agencia del gobierno. Tras esto le encarga un trabajo: Robar un camión cisterna de una agencia rival que viaja rumbo a San Fierro, para ello utilizará al novio de su hermana: César Vialpando (Toreno sabe todo sobre la vida de CJ).
Carl conduce una moto mientras que César, que va de paquete, saltará al camión en cuanto CJ coloque la moto a una altura adecuada.
La siguiente misión consistirá en proteger al equipo de Toreno en el Arco del Oeste y asegurar una entrega. Tras esto le encargará comprar un aeródromo abandonado en Verdant Meadows, allí improvisarán una escuela de aviación para que CJ aprenda a volar y pueda realizar trabajos más serios para él.

### Trabajos encubiertos
Una vez CJ aprende a volar, Toreno le encarga como primera misión entregar un paquete vía aérea en Angel Pine, si no lo entrega a tiempo, los hombres de Toreno están muertos.
Cuando llega, descubre a unos agentes del gobierno que utilizan el aeródromo para cargar armas en un avión, al parecer esto no le conviene a la agencia de Toreno, por lo que su jefe le da total impunidad a CJ para matar a los agentes. CJ hace lo propio y hace explotar el avión.
Pero Truth hace acto de presencia tras enterarse de los trabajos que CJ hacía para Toreno, ya que es un buen conocedor de las conspiraciones gubernamentales. Por culpa suya, CJ se verá obligado a infiltrarse en el Área 69 con el objetivo de robar un jetpack, el cual utilizará posteriormente para asaltar un tren militar y robar un misterioso frasco de cieno verde.

### El casino
Entre tanto, Woozie se había puesto en contacto con CJ para que le ayudará en su próxima apertura del casino The Four Dragons, como Las Venturas es una ciudad de la Mafia, estos están saboteándolo, por lo que ofrece a CJ una parte en el casino a cambio de su ayuda.
En ese momento entra Guppy explicando que unos matones habían asaltado el furgón del dinero, habían escapado todos menos uno, CJ le pide que lo aten al capó de un coche, posteriormente da vueltas por la ciudad hasta que logra asustar lo suficiente a Johnny Sindacco para que le diga el nombre de su familia. Entonces CJ comienza a planear un asalto al casino de la Mafia: El Casino Calígula.
Como primer paso del asalto, CJ consigue los explosivos para hacer explotar la caja fuerte, sustrayéndolos de la cantera Hunter.
Más tarde, CJ destruye una fábrica de plástico de los Sindacco en Whitewood Estates, ya que estaban fabricando fichas falsas del Four Dragons y distribuyéndolas entre los jugadores del casino.

### Asalto al Calígula
CJ comienza a planear el robo al casino, su segundo paso será robar los planos del casino en la oficina de urbanismo de Las Venturas.
Una vez hecho esto, debe conseguir una tarjeta magnética de seguridad del casino, para ello utilizará a Millie Perkins.
El siguiente movimiento consiste en colocar explosivos en la presa Sherman para dejar el casino sin luz, luego robar cuatro motos policiales y por último un furgón blindado para sacar el dinero y simular que es el furgón habitual escoltado por policías.

### De nuevo el C.R.A.S.H.
En Las Venturas, Tenpenny vuelve a hacer su aparición, quiere que CJ consiga un dosier con pruebas incriminatorias que un tipo le va a entregar a la DEA en Aldea Malvada.
Posteriormente lo cita en el pueblo fantasma de Las Brujas para que se lo entregue, una vez allí Tenpenny golpea a Hernández con una pala acusándole de querer delatarlo y deja a Pulaski encargado de enterrar los cadáveres, con este obligando al protagonista a cavar dos fosas (también pensaban matarlo a él), pero gracias a una intervención de Hernández en su último suspiro, CJ consigue retomar el control de la situación y matar a Pulaski.

### Madd Dogg
Además se encontrará con Madd Dogg, quien está acabado debido a que, desde que Carl Johnson le ayuda a OG Loc y roba su libro de rimas y mataran a su mánager, su carrera había ido en declive y OG Loc le había ganado terreno. Debido a esto y a su estado de embriaguez, va a suicidarse saltando desde el techo del Casino Royale. Pero CJ logra rescatarlo e ingresarlo en un centro de desintoxicación.

### El Calígula
Gracias a Truth, CJ conoce a Kent Paul, gracias al cual conoce a Ken Rosenberg, el encargado de dirigir el Casino Calígula.
Rosenberg está desesperado, ya que cada una de las tres familias de Liberty City (Forelli, Leone y Sindacco) está intentando dar un golpe para hacerse con el casino, si el golpe triunfa, Rosenberg está acabado.
CJ ayuda a Rosenberg con esta situación, rescatando a Johnny Sindacco de los Forelli. Pero posteriormente Rosenberg se empeña en que le acompañe a ver a Johnny, quien está en silla de ruedas y con ataques de nervios debido a lo que CJ le hizo. Tras un momento de conversación con Rosenberg acaba reconociendo a CJ, lo que le causa un mortal ataque al corazón. Después de esto Rosenberg y CJ eliminan a todos los mafiosos presentes para poder salir con vida y no dejar testigos.
Esto provoca que Salvatore Leone se persone en Las Venturas y retenga a Rosenberg, Paul y Maccer (amigo de Paul) en el casino.
CJ tiene que intervenir para solucionar la situación, por lo que realiza un par de trabajos para Salvatore. En el último, Salvatore le encarga dar un golpe en el Marco's Bistro de Liberty City y deshacerse de Rosenberg, Paul y Maccer. CJ cumple el primer encargo, pero el segundo no lo cumple, ya que los deja escapar y le miente a Salvatore diciéndole que ya se había encargado de ellos.

### Vaciando la caja
CJ ya se ha ganado la confianza de Salvatore y Rosenberg y compañía están fuera de escena, por lo que decide llevar a cabo el robo del casino.
El atraco se lleva a cabo con algunas complicaciones, ya que Zero le mencionó algo a Berkley para presumir y este último saboteo el robo, lo que provoca que al reunirse todos en la escuela de pilotos de Verdant Meadows, CJ golpea a Zero dejándolo sin sentido.
Tras el atraco, CJ recibe una amenazante llamada de Salvatore Leone jurando venganza, cosa que no toma muy en serio.

### Vuelta a casa
CJ quiere regresar a Los Santos como mánager de Madd Dogg y asentarse en la mansión de este, pero la mansión fue «confiscada» por Big Poppa, un traficante de drogas y miembro importante de Los Vagos, como pago de la deuda que el rapero había acumulado en su época de decadencia.
Para solucionar esto, CJ y miembros de los Mountain Cloud Boys se infiltran por la noche en la mansión y eliminan a Poppa y sus guardias.

### Vuelta a Los Santos
Mike Toreno vuelve a hacer su aparición, esta vez le encarga robar un caza Hydra de la Base naval de Easter Basin y eliminar unos barcos espía en la presa Sherman, a cambio verá a su hermano en una semana. CJ cumple la misión.
De nuevo Toreno aparece, esta vez CJ, harto de hacerle trabajos sin conseguir nada, se enfrenta a él, pero lo único que Toreno quería decirle es que su hermano ya había sido liberado.
CJ recoge a Sweet en la comisaría de Los Santos, allí le habla de su garaje de Lowriders, su casino y su nueva casa, pero Sweet no se muestra entusiasmado, él quiere volver al barrio para ver como está todo, CJ intenta convencerlo de que en el barrio ya no queda nada, pero Sweet es terco.
Ambos se dirigen a Grove Street, CJ quiere irse pero Sweet se empeña en echar a los camellos y a los Ballas, así que CJ lo ayuda y ambos logran el objetivo.
Cuando CJ llega a la casa de los Johnson se encuentra a Sweet a punto de consumir crack por culpa de una chica, la cual les dice que se las tendrán que ver con B-Dup. CJ la echa de la casa de malas maneras y él y su hermano se dirigen a darle un escarmiento a B-Dup.
Al llegar al apartamento se enteran de que se ha mudado a Glen Park, territorio de los Kilo Tray Ballas, pero como están hartos de B-Dup, deciden ir igualmente.
Una vez allí tras eliminar a los guardias de B-Dup entran a su casa, donde les informa de que es Big Smoke quien está detrás de toda la operación y Big Bear se rebela contra él harto de hacerle las tareas de la casa y de la adicción al crack.
Posteriormente Sweet quiere recuperar los territorios de Idlewood, por lo que CJ le ayuda a pesar de que le preocupan más sus negocios que la cruzada de su hermano para limpiar el barrio.

### Nuevo contrato discográfico
Madd Dogg se ha dado cuenta de que las rimas de OG Loc son de su libro, por lo que CJ decide personarse en el lugar donde estaban entrevistando a Loc, Madd Dogg se muestra entusiasmado con la idea y ambos se ponen en marcha.
Tras personarse en dicho lugar, comienza una persecución en Vortex y Kart que termina en las oficinas del sello Blastin' Fools Records, donde Madd Dogg es fichado por Jimmy Silverman, el presidente de la discográfica, y Loc despedido tras descubrirse la farsa.

### Revueltas y retornos
Tras ser absuelto Frank Tenpenny en su proceso judicial por corrupción, Los Santos estalla en una revuelta.
Durante esta revuelta César Vialpando le pide ayuda a CJ para echar a los Vagos de su barrio.
César, CJ y dos miembros de los Grove Street Families se dirigen hacia Unity Station, donde se encuentran con tres veteranos (Sunny, Gal y Hazer) de los Varrio Los Aztecas, la banda de César, juntos expulsan a los Vagos de El Corona.

### El final de la línea
Sweet ya se ha enterado del paradero de Big Smoke. Este se encuentra recluido en un edificio abandonado que, producto de su paranoia y su adicción, lo llama su palacio del crack y el cual está ubicado en East Los Santos.
CJ y Sweet ponen rumbo hacia el lugar. Como la puerta estaba cerrada debido a los disturbios, CJ entra rompiendo la puerta con una tanqueta del S.W.A.T. y se abre paso hasta el cuarto piso, donde está Big Smoke. Tras un duro enfrentamiento, Smoke confiesa y muere. Cosa que a CJ le pesa, ya que a pesar de su traición, en su momento había sido un gran amigo y compañero.
Después de esto llega Tenpenny, quien le ordena a Carl que ponga el dinero que guardaba Smoke en una maleta. Una vez que lo hace intenta matarle, pero CJ es más hábil y le engaña, aunque Tenpenny huye e incendia el edificio.
CJ logra llegar abajo y ve que Sweet se quedó enganchado en el camión de bomberos donde Tenpenny escapaba, lo persigue hasta que logra que Sweet caiga en el capó y entre al coche. Es entonces cuando Sweet se pone al volante y Carl a disparar, empezando otra persecución con la policía, y con el atenuante de las bandas enemigas complicándolo todo. Todo termina cuando Tenpenny pierde el control del camión de bomberos, cae por el puente de Ganton y muere intoxicado. Carl se dispone a rematarlo pero Sweet lo detiene diciéndole que no lo mate, ya que así la policía no culpará a nadie por su muerte.

## Recepción
El personaje de Carl Johnson recibió una buena crítica después del lanzamiento de Grand Theft Auto: San Andreas, logrando ser incluido en varias listas de los mejores personajes de videojuegos. Fue incluido en la lista Grand Theft Auto Favorite Badasses, publicada por Jesse Scheeden en IGN. Él dijo: «De todos los protagonistas de todos los juegos GTA, pocos son tan complejos o simplemente sensacionales como «CJ» Johnson», además de alabar la personalización del personaje y los accesorios disponibles. Paul Tamburro también situó a CJ en el octavo lugar del Top 10 Most Memorable GTA Characters de Crave Online, afirmando que «fue refrescante controlar a un personaje que tomaba en consideración cuando podía cometer una masacre y cuando no». Matthew Cooper de Sabotage Times ubicó al personaje en su lista de los 10 mejores personajes de la serie Grand Theft Auto, afirmando que aquello que lo hacía destacar entre otros personajes centrales es el hecho que «él fue el primero que surgió con una conciencia, el primero que no parecía disfrutar el matar a grandes cantidades de personas».
GameDaily ubicó a Carl en su lista de los mejores personajes negros en los videojuegos, rechazando la idea que este reforzaba estereotipos negativos ya que él es «más un James Bond nacido en el gueto que un pandillero común». Igualmente, Larry Hester de Complex Gaming ubicó a Carl en el segundo lugar de su lista de los 10 Mejores Personajes Negros en los Videojuegos, llamándolo «el pistolero con un buen corazón». Carl también estuvo en el 77.º lugar de la lista de los 100 Mejores Héroes en los Videojuegos, citando que «pocos héroes [de Grand Theft Auto] han sido tan carismáticos como él, y pocos lo serán en el futuro». La página web UGO Networks ubicó a Carl como el segundo personaje que más se merece su propia película con actores reales.
En 2008, el diario The Age ubicó a Carl como el 33.º mejor personaje de Xbox de todas las épocas, resaltando que es «el más humilde» de los antihéroes de Grand Theft Auto y como «uno de los primeros protagonistas afroamericanos fuertes en cualquier videojuego importante». En 2012, GamesRadar ubicó a Carl en el 77.º lugar de su lista de los «más memorables, influenciales y sensacionales» protagonistas de videojuegos, diciendo que «pocos héroes de GTA fueron tan carismáticos como él, y pocos lo serán en el futuro». A pesar de que Carl no apareció en la lista «30 personajes que definieron una década» de Game Informer, sus redactores consideraron su inclusión, con Matt Helgeson diciendo: «Él fácilmente pudo haber sido otro pandillero estereotípico, pero al final de San Andreas vemos a CJ como un hombre con defectos, pero en el fondo bueno, que hizo lo mejor que podía en las peores circunstancias».
En 2011, los votos de los lectores del Guinness World Records Gamer's Edition situaron a Carl «CJ» Johnson en el puesto 22 del top de los 50 personajes de videojuegos de todos los tiempos.